# Papige
Pápige (znanstveno ime Psittaciformes) so red ptic, v katero spadata dve družini z dvema do štirimi podružinami:
- prave papige in makai (Psittacidae)
  - Psittacinae
  - loriji (Lariinae)
- kakaduji (Cacatuidae)
- Psittaculidae
- kakapi (Strigopidae)

Ime reda izhaja iz latinske besede psittacus za papigo. Red vsebuje 368 vrst. Te ptice večinoma živijo v tropih južne poloble, nekatere vrste tudi v zmernem podnebju. Najdemo jih tudi v Avstraliji, Tihomorskih otokih, Indoneziji in Novi Gvineji.

## Lastnosti
Lastnosti skupne vsem papigam so stopalo prilagojeno vzpenjanju, dva prsta obrnjena naprej in dva obrnjena nazaj, ter papagajski kljun. Krajša dva prsta sta zasukana proti sredini telesa, daljša dva pa navzven.
Veliko število vrst papig prinaša hrano s stopalom do kljuna, kar je pri drugih vrstah ptic redka izjema. Druga zelo pomembna značilnost papig je njihov kljun. Prilagojen je številnim dejavnostim. Z njim lahko grizejo, lomijo lupine, držijo, prerežejo, pijejo nektar...